# Pravomil Raichl
Pravomil Ladislav Raichl (31. ledna 1921 Skůry – 25. února 2002 Plzeň) byl český důstojník, protifašistický a protikomunistický bojovník. Mládí prožil v Beřovicích, kde jej připomíná pamětní deska.

## Život
Po studiu lesnické školy v Písku se rozhodl v roce 1939 dostat k československé zahraniční armádě. Ve východní Evropě byl ale zadržen sovětskými pohraničníky za nedovolené překročení hranic a skončil v sibiřských lágrech. Po roce 1941 se mu podařilo z lágru dostat a přihlásil se do vznikající československé vojenské jednotky podplukovníka Ludvíka Svobody. Později byl přiřazen k 1. rotě npor. Otakara Jaroše. V roce 1943 byl nasazen k boji na frontě. Účastnil se i útoku na Kyjev, kde se jako jeden z prvních dostal dovnitř dobytého města. Během války byl několikrát zraněn, obdržel tři Československé válečné kříže a medaili Za chrabrost. V roce 1946 přešel ilegálně do západního pásma Německa. Když se v roce 1947 vrátil do Československa, byl zadržen a následně propuštěn.
Během téhož roku ho navštívili dva neznámí muži, které přivedl Raichlův kamarád. Představili se jako Eddy a Tonny z Ameriky. Chtěli se seznámit s dalšími protikomunisticky smýšlejícími lidmi a Raichl jim nabídl pomoc. Eddy a Tonny byli ale agenti provokatéři, Raichl byl ještě v listopadu 1947 zatčen. Prezident Beneš ale nepodepsal rozsudek smrti, byl mu tedy dán trest doživotí.
Na svobodu se dostal v roce 1952 při útěku z Leopoldova. Pomocí dalších lidí se mu podařilo uniknout do Západního Berlína.
Raichl emigroval do USA, žil v Chicagu, později v Portlandu, kde studoval politologii a vojenskou historii. V devadesátých letech se vrátil zpět do Česka. Během let v Česku se rozhodl spáchat atentát na komunistického prokurátora Karla Vaše, protože nechtěl, aby jeho činy zůstaly nepotrestány. Atentát měl naplánovaný na 25. února 2002, jenže ještě ten den zemřel na infarkt. Atentát tedy nikdy neuskutečnil. Příběh neuskutečněného atentátu inspiroval tvůrce filmu Staříci (2019).

## Ocenění
V roce 2000 byl oceněn Řádem Bílého lva V. třídy.
V roce 2007 byla po Pravomilu Raichlovi pojmenována ulice ve Slaném (bývalá kasárna) a v roce 2010 Praze 13 v katastrálním území Stodůlky.